# Singer és Wolfner Irodalmi Intézet Rt.
1885-ben Singer Sándor és Wolfner József megalapította a Singer és Wolfner Irodalmi Intézet Rt. könyvkiadó és könyvkereskedő céget. Akkoriban az egyik legnagyobb és legsikeresebb magyar kiadónak számított.

## Története

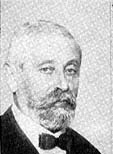
Wolfner József a kiadó egyik alapítója és vezérigazgatója

A kiegyezés utáni évtizedekben politikai és gazdasági okokból rohamosan kezdtek megalakulni a kiadói részvénytársaságok, melyek átvették a vezető szerepet a könyv- és lapkiadás, valamint a kereskedelem terén a kisebb vállalkozásoktól. A nagyobb társaságoknak nagyobb tőkebefektetésre volt lehetőségük, ezáltal több munkaerővel és korszerűbb gépekkel tudtak dolgozni. Az 1885-ben megalakult Singer és Wolfner kiadót is részvénytársasággá alakították 1923-ban. Egyik alapító tagja Singer Sándor, vezérigazgatója pedig Wolfner József volt, akinek fia, Farkas István állt a kiadó élén 1932-től 1944-ben bekövetkezett haláláig. 1943-tól a kiadó az Új Idők Irodalmi Intézet Részvénytársaság néven működött.

## Munkássága
Ismertségüket annak köszönhetik, hogy elsősorban a gyermek- és ifjúsági irodalommal foglalkoztak, valamint a kispolgárságot célozták meg olcsó és népszerű könyvek nagy mennyiségű kiadásával. Felismerték az olvasóközönség igényeit a szórakoztató irodalom iránt. A német Engelhorn Verlag mintájára alapították meg az Egyetemes Regénytár könyvsorozatukat.
Ebben az időszakban a régi írók kifejlődése mellett sok új tehetség is feltűnt. Singer és Wolfner támogatta ezt, ezáltal olyan fiatal írók kiadója lett, mint például Herczeg Ferenc, Gárdonyi Géza, Bródy Sándor, Ambrus Zoltán, Ignotus és Rákosi Viktor. A kilencvenes években kibontakozó fiatalok műveinek jelentős részét jelentette meg a kiadó.
A Singer és Wolfner sikerének titka, hogy sok más kiadóval ellentétben mindig gondosan figyelemmel kísérte a közízlést, arra fordította a figyelmet, hogy mi a népszerű és mit szeretne az olvasó.

## Művészetek
A Singer és Wolfner kifejezetten fontosnak tartotta a művészeteket, ezért ügyelt a szépen kidolgozott illusztrációkra, a gondosan elrendezett cikkekre. Némely címlap és képi alkotás már szinte művészi értékűvé varázsolta a kiadásokat. Wolfner József halála után, 1932-ben fia, Farkas István vette át a kiadó működtetését. A vállalat mellett festészettel is foglalkozott, ezáltal még fontosabb szerephez jutott a művészi kidolgozottság. A legtöbb könyvborítót, címlapot és ex librist Mosonyi-Pfeiffer Hellmann tervezte és rajzolta a Singer és Wolfner cégnek.

## Az üzlet
A huszadik század elején sorra jelentek meg korszerű és igényes könyvesboltok. A kiadó Andrássy úti üzletének megnyitásakor már közel 26 éve szolgálta ki olvasóit, így jelentős előnnyel rendelkezett az akkor nyíló üzletekkel szemben. A Singer és Wolfner kiadó 1912-ben költözött az Andrássy út 16. szám alá. A földszinten volt kialakítva az üzlet, amely korabeli források szerint akkoriban a legszebb és a legkorszerűbb volt a Monarchia területén. Felette az emeleten pedig a szerkesztőség működött, ahol az Én újságom és a Magyar lányok című hetilapot készítették hétről hétre az olvasók szórakoztatására. Az üzlet belső terét, a berendezést, az óriási bronzcsillárokat, a festést, a kirakatokat és a homlokzat cégtábláit Maróti Géza szobrászművész tervezte. A famunkálatok Kiss József asztalos nevéhez fűződnek. A tárolópolcok egészen a mennyezetig értek és a hatalmas mennyiségű alkotás meglepően jól rendszerezett és könnyen átlátható volt.

## Kiadásaik

### Sorozatok

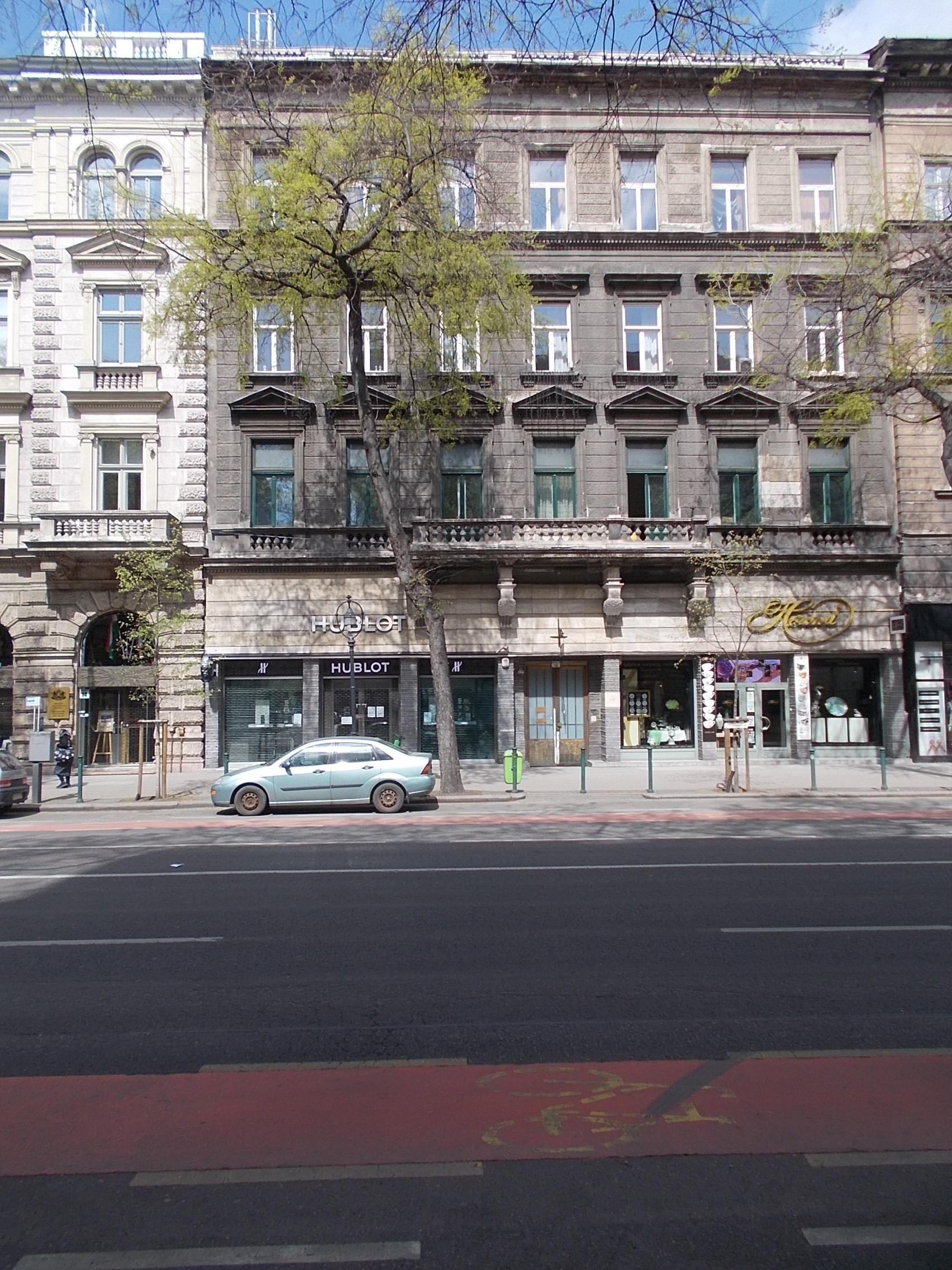
Az Andrássy úti székház 2021-ben

- Egyetemes Regénytár (1885–1931, egyes kötetei 20 ezer példányban is elkeltek)
- Filléres Könyvtár (1895–1915)
- Piros Könyvek (1900-as évek eleje)
- Therapia. A Gyógyító Tudományok Könyvtára (1903–1907)
- Ifjúsági Könyvek (1910-es évek)
- Universális Könyvtár (1910-es évek)
- Modern Magyar Könyvtár (1910-es évek)
- Vidám Könyvek (1911–1919)
- Karriérek (1912)
- Forradalom és császárság (1913–1914)
- Milliók Könyve (1915–1920)
- Koronás Regények (1917–1920)
- Magyar Írómesterek – Petőfi Társaság Jubiláris Könyvei (1920-as évek)
- Operaismertetők (1920-as évek)
- A Magyar Irodalom Jelesei (1930-as évek)
- Magyart a magyarnak – Magyar Regények (1930-as évek)
- Uj Idők lexikona  (1936–1942, 24 kötetes)
- Százszorszép könyvek – Magyar Lányok Könyvtára (1940-as évek)

### Folyóiratok
- Új Idők (szerk. Herczeg Ferenc, szépirodalmi hetilap a középosztálybeli nők számára)
- Magyar figyelő (szerk. Tisza István)
- Művészet (szerk. Lyka Károly, a lap előfizetői a Képzőművészeti Társaság tagjai lehettek)

### Magyar lányok és az Én újságom
A gyermekek és az ifjúság számára indított két nagy sikerű hetilap:
- Magyar lányok: 1894-től jelent meg Tutsek Anna, egy konzervatív írónő képes hetilapja fiatal lányok számára. Ebben viselkedéssel, háztartással és testápolással kapcsolatos cikkek mellett találunk elbeszéléseket, színdarabokat, verseket, ismeretterjesztő közleményeket és szerkesztői leveleket is. Nagy sikere volt a serdülő lányok és fiúk körében is.
- Én újságom: Pósa Lajos kiváló gyermekverseket írt. 1889-ben kezdte el szerkeszteni Budapesten a lapot. 35 éven át hetente jelent meg, kifejezetten gyerekeknek szólt. (Nem tudni, hogy a Singer és Wolfner kiadó kérte fel, vagy az ő ötlete volt-e?)

## Képtár

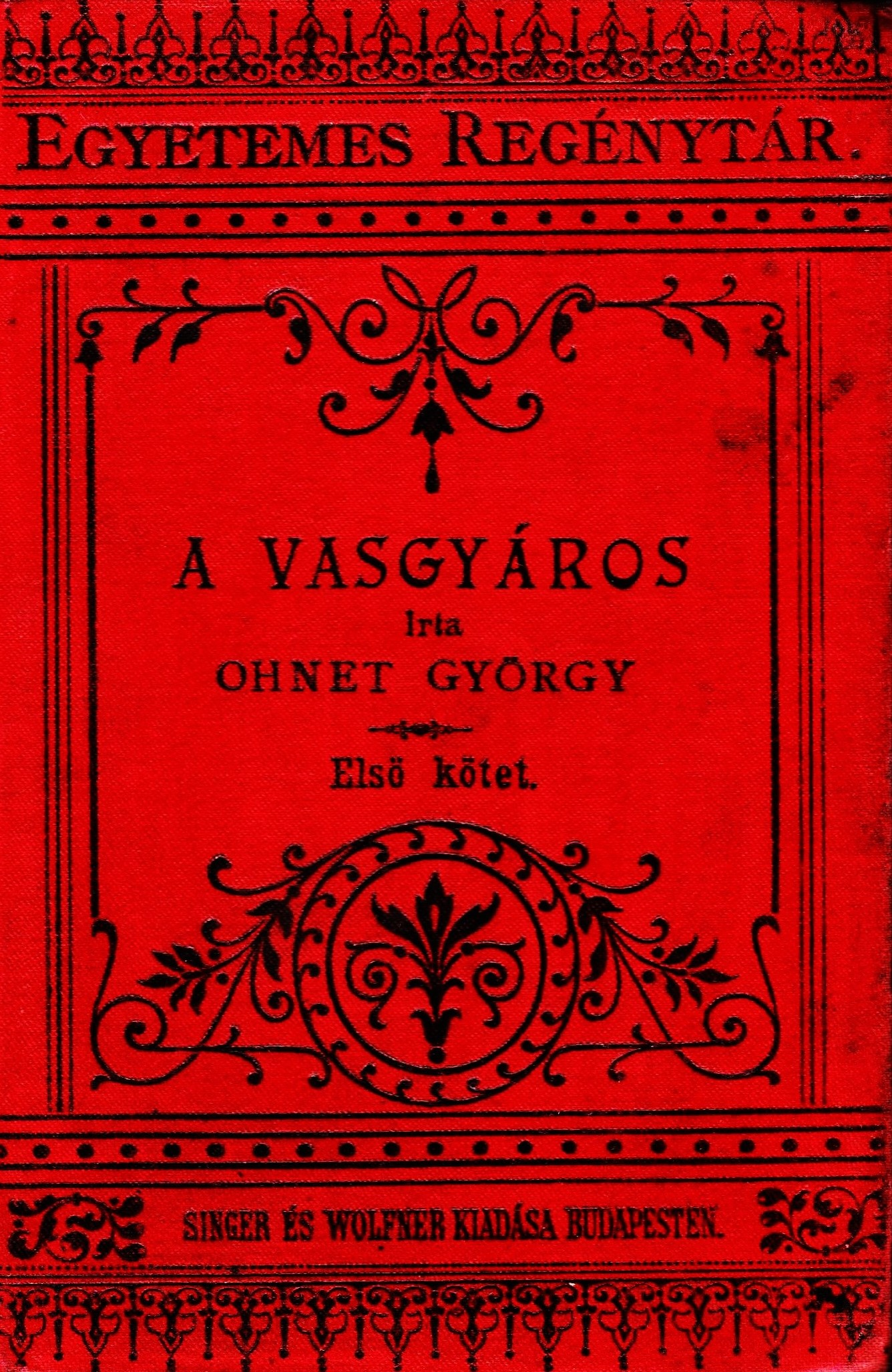
Egyetemes Regénytár-sorozat
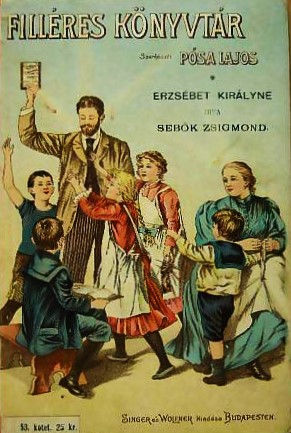
Filléres Könyvtár-sorozat
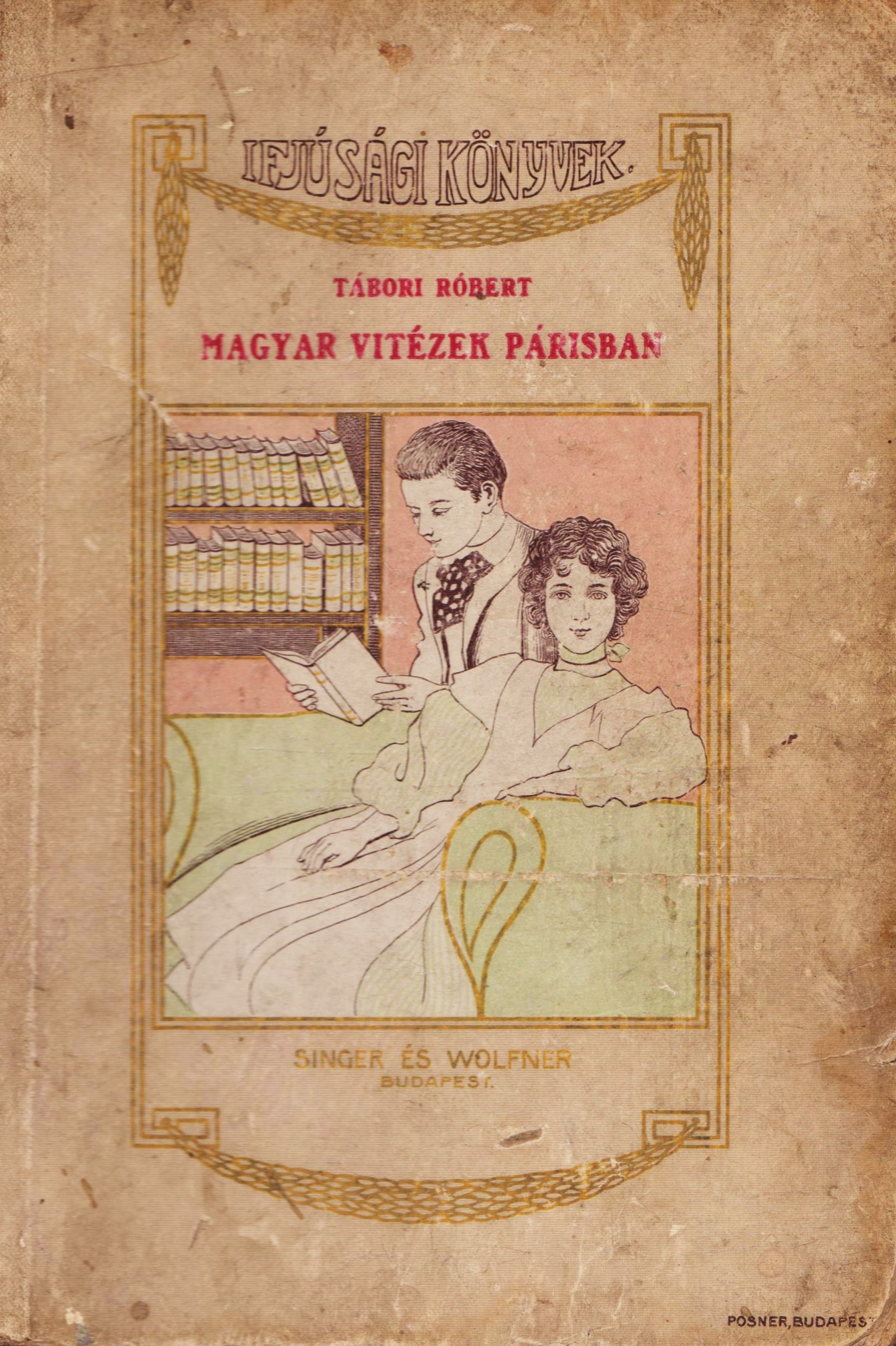
Ifjúsági Könyvek-sorozat
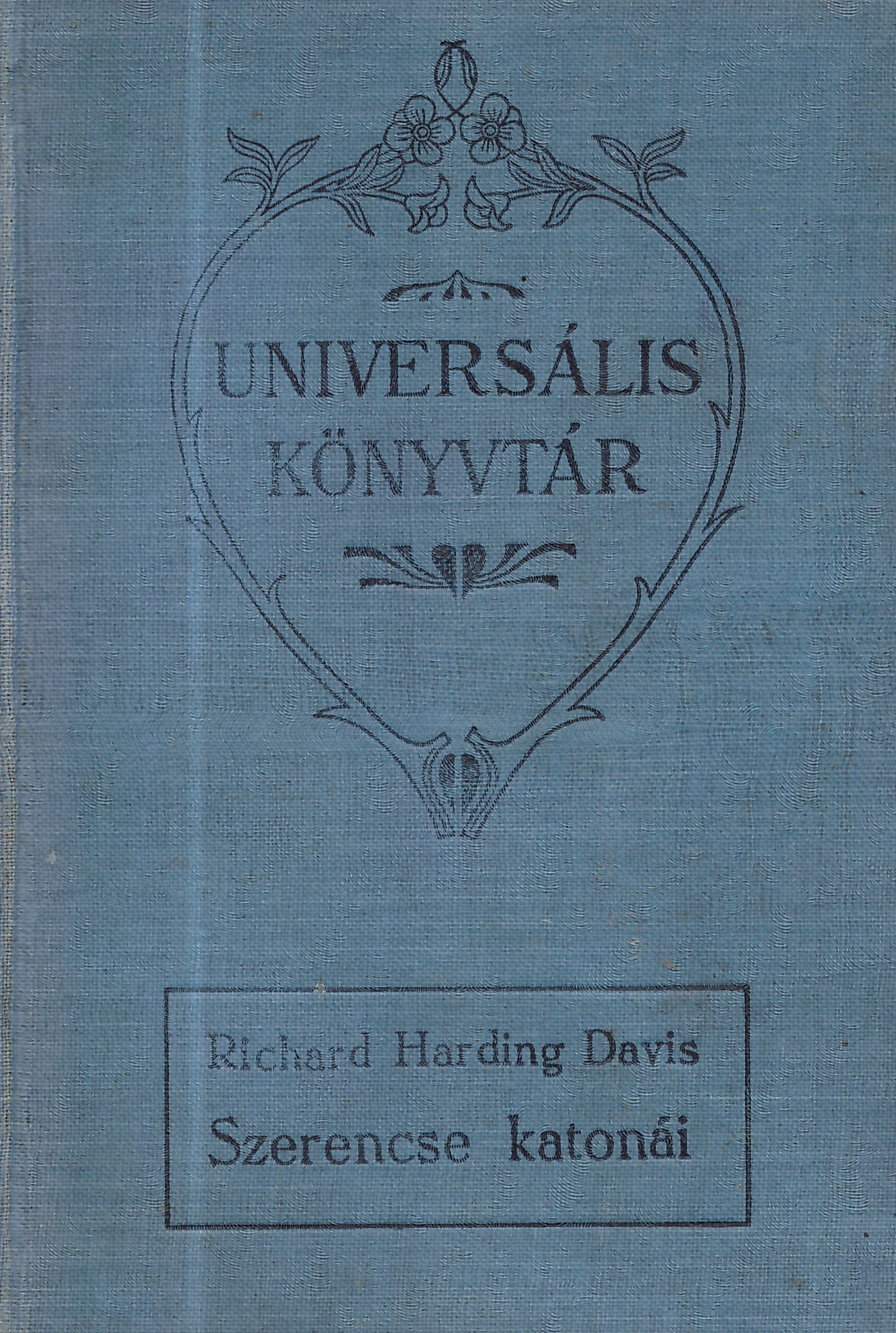
Universális Könyvtár-sorozat
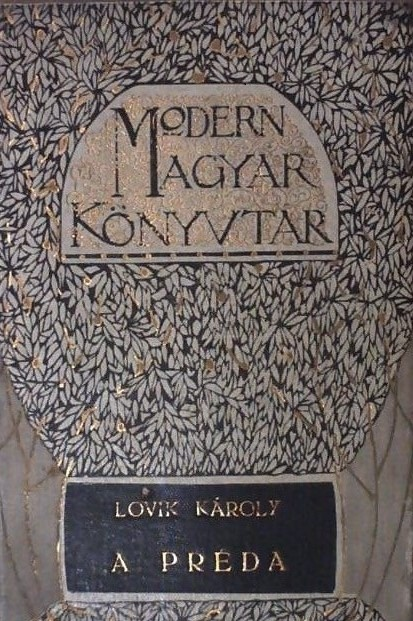
Modern Magyar Könyvtár-sorozat
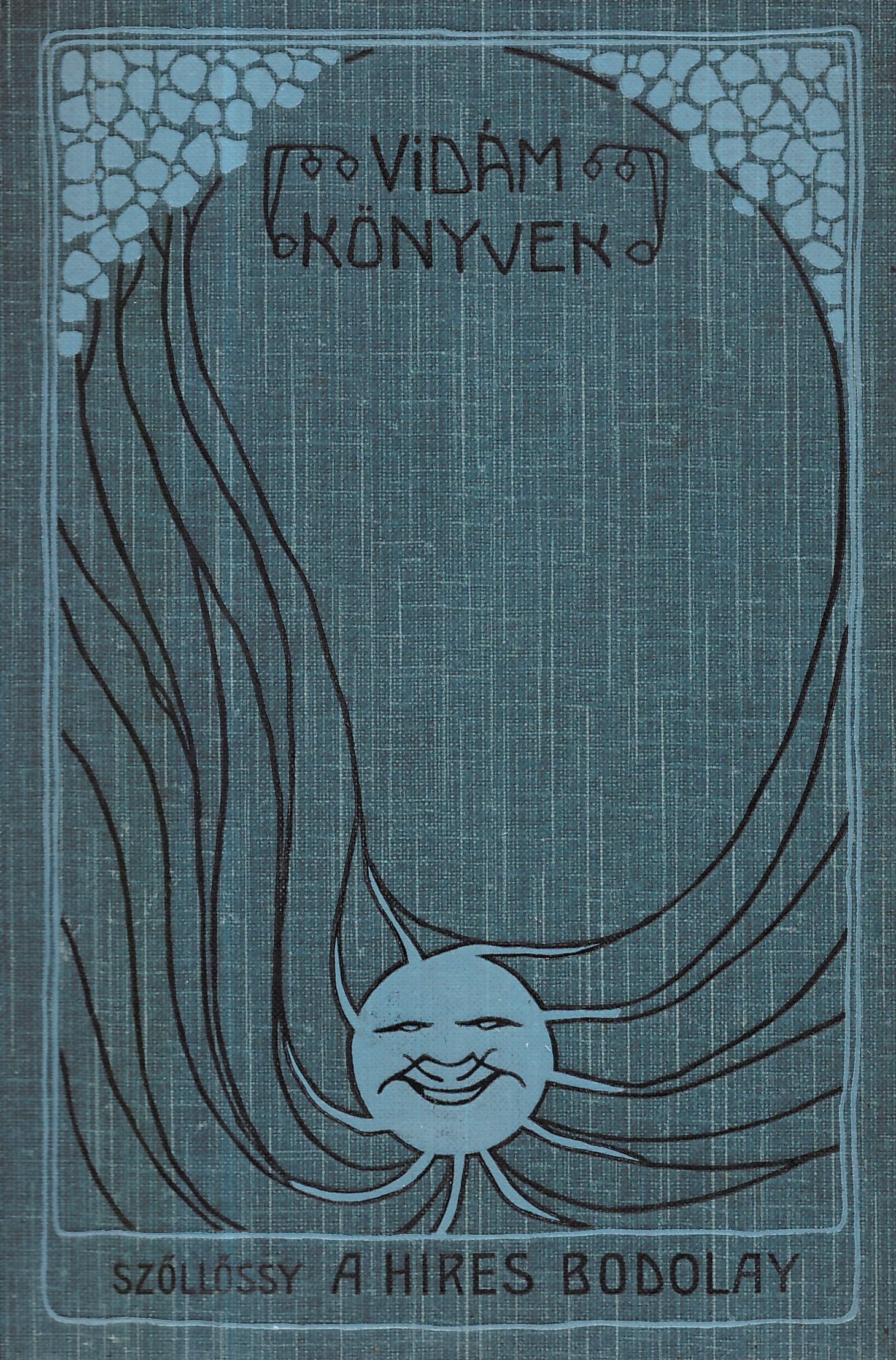
Vidám könyvek-sorozat
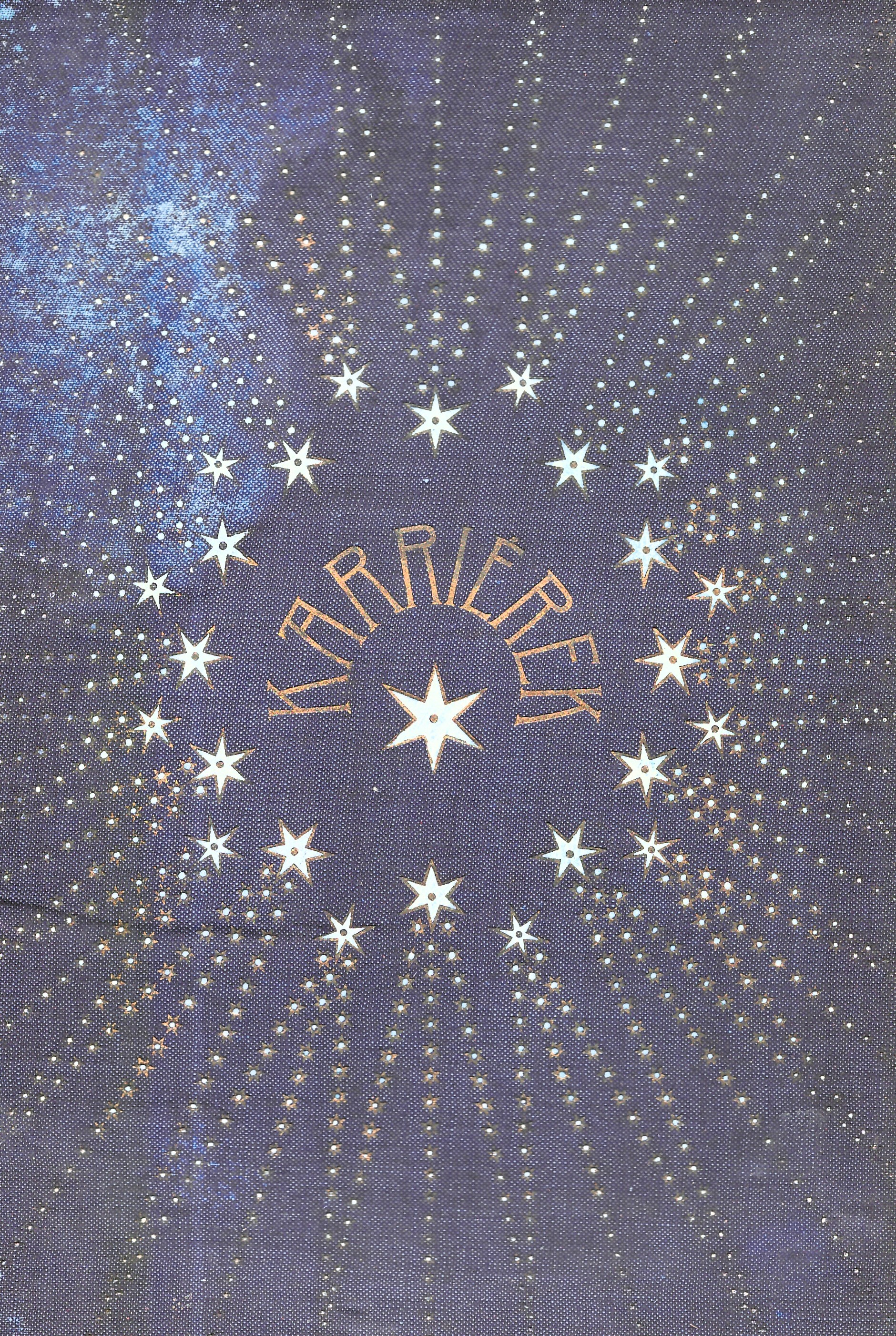
Karriérek-sorozat
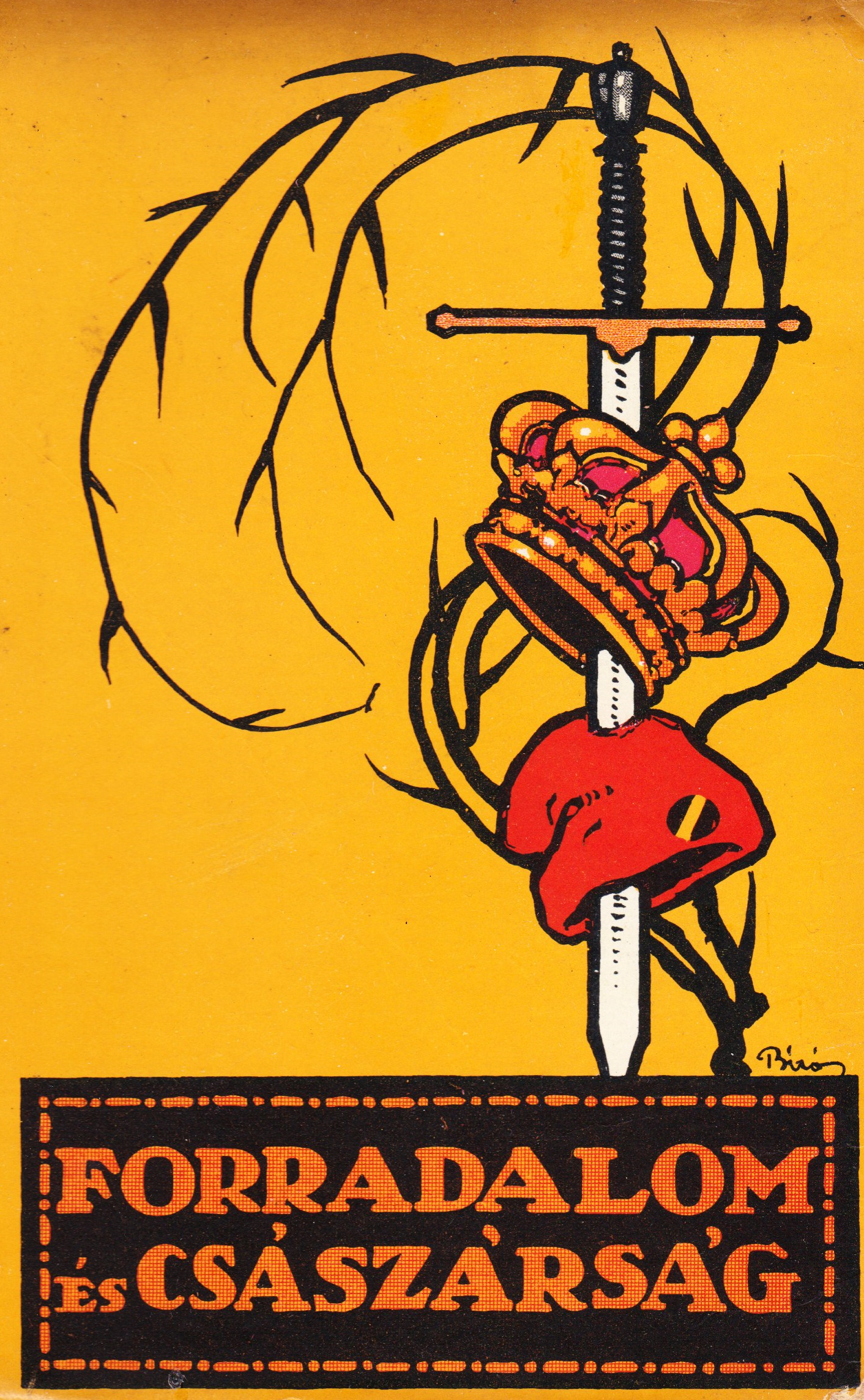
Forradalom és császárság-sorozat
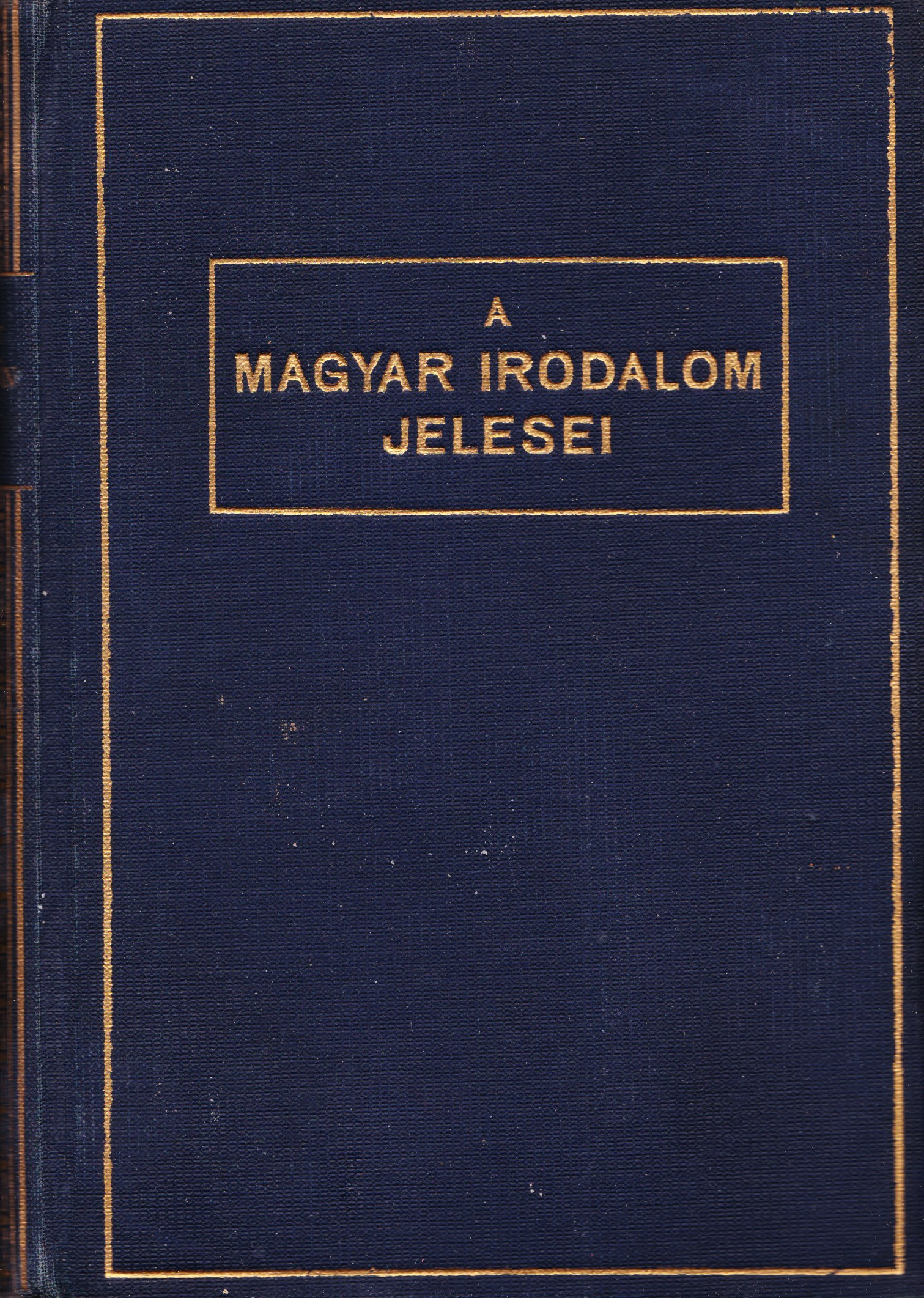
A magyar irodalom jelesei-sorozat
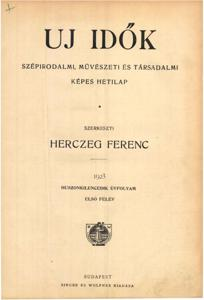
Uj Idők folyóirat
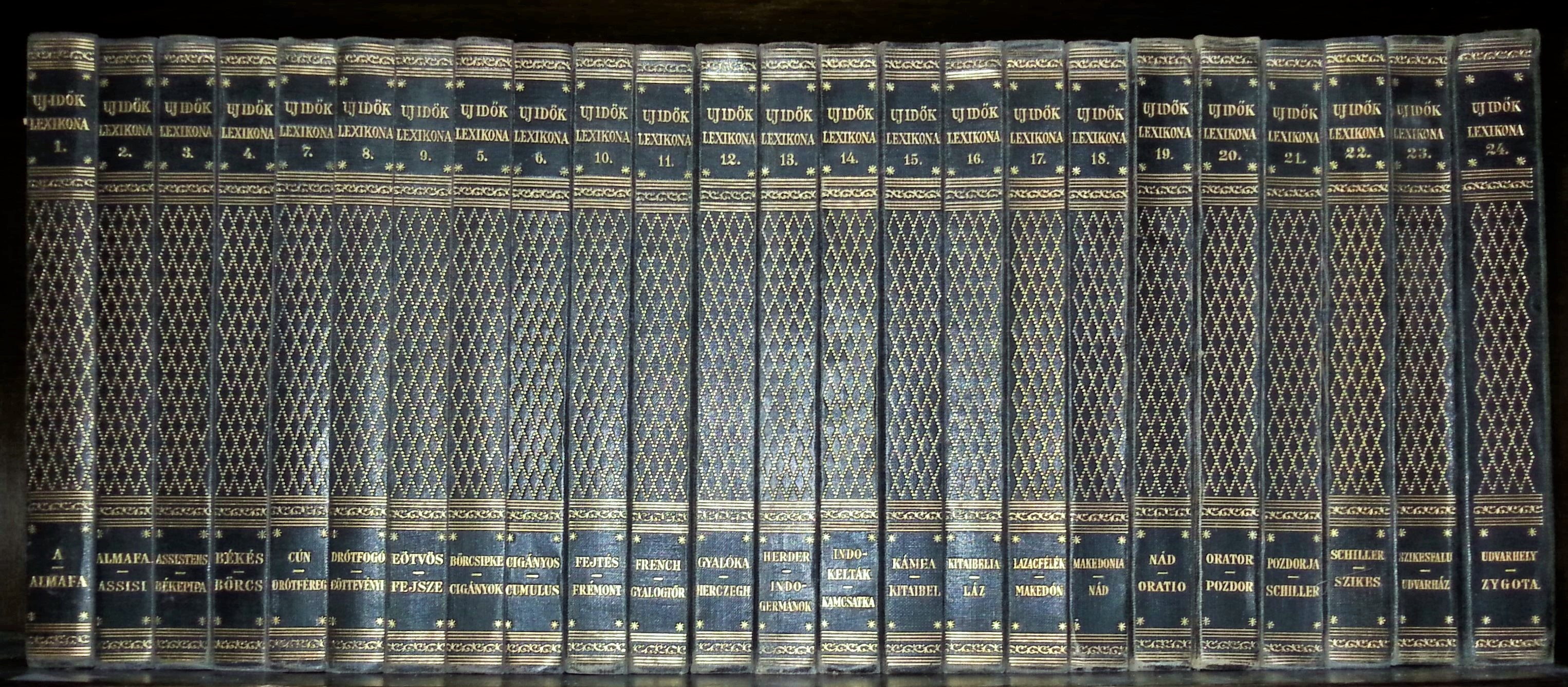
Uj Idők lexikona

## Érdekességek
Wolfner Józsefet irodalmi körökben „Pepi bácsinak” emlegették. Kitűnő tarokkjátékos volt, amit Mikszáth Kálmán kártyapartijain be is bizonyított.

## Kiadványainak teljes listája 1920-ig
- Petrik Géza Könyvészete